# Boqueirão
Boqueirão là một đô thị thuộc bang Paraíba, Brasil. Đô thị này có diện tích 425 km², dân số năm 2007 là 15877 người, mật độ 37,4 người/km².